# SK Čechie Praag VIII
SK Čechie Praag VIII was een Tsjechische voetbalclub uit de hoofdstad Praag. De club werd in 1903 opgericht in het stadsdeel Libeň. De club speelde in 1925/26 in de hoogste klasse van Tsjechoslowakije en werd laatste met vier punten. De club bleef tot 1934 een profclub en nam dan de amateurstatus aan. In 1949 werd de club opgeheven.

## Geschiedenis
Čechie VIII nam in 1920 voor het eerst deel aan het kampioenschap van Midden-Bohemen en werd in de tweede klasse ingedeeld. Hoger dan het middenveld eindigde de club nooit.
Nadat in 1925 het profvoetbal werd ingevoerd in Tsjechoslowakije nam de club de profstatus aan om zich te kunnen meten met de beste clubs van het land zoals Sparta Praag en Slavia Praag. De club was echter een maatje te klein voor de grote club. De pers bestempelde de club als pseudoprofessioneel. In het eerste seizoen van de Tsjechoslowaakse profcompetitie werd de club in de tweede klasse ingedeeld samen met nog vijf clubs. De club won één keer en speelde vier keer gelijk en eindigde op een voorlaatste plaats.
De eerste klasse werd met twee clubs uitgebreid en DFC Praag moest zich terugtrekken omdat de competitie niet toegankelijk was voor Duitse clubs. Hierdoor kwamen er enkele extra plaatsen vrij bij de elite. Čechie VIII promoveerde op die manier. De club kon slechts één wedstrijd winnen, de derby tegen SK Meteor Praag VIII. Thuis speelde de club twee keer gelijk en alle elf uitwedstrijden werden verloren. Aan het einde van het seizoen zag de balans er catastrofaal uit. 19 nederlagen op 22 wedstrijden en een doelsaldo van 23 tegen 122. De volgende acht seizoenen speelde de club nog in de tweede klasse en eindigde meestal van onder, maar omdat er maar twee profklassen waren kon de club niet degraderen. In het seizoen 1934/35 werd het onderscheid tussen profclubs en amateurclubs opgeheven en kwam er een degradatie tussen tweede en derde klasse. Čechie VIII werd derde laatste en degradeerde.
De club verdween in de sportieve anonimiteit. In 1948 werd de naam nog veranderd in Sokol Čechie Libeň en een jaar later werd de club ontbonden.

### Statistiek
- Eerste klasse 1925/26:

| Liga                        | Plaats | Wed | W | G | N  | DS     | Ptn |
| Středočeská 1. Liga 1925/26 | 12.    | 22  | 1 | 2 | 19 | 23:122 | 4   |